# Борский стекольный завод
Бо́рский стеко́льный заво́д (БСЗ) — стекольное предприятие, расположенное в городе Бор (Нижегородская область). Производитель полированного и автомобильного стекла (в том числе триплекса и сталинита). Также выпускает стеклянную посуду. Предприятие занимает площадь 70 га.
Строительство предприятия начато 5 июня 1930 года, пуск первой ленты стекла осуществлён 1 февраля 1934 года. В советское время завод производил и хрусталь, но после модернизации, произведенной в 2000-е годы завод стал ориентированным на автопром. До недавнего времени тут также производили цветное интерьерное стекло для фасадов, но сейчас завод ограничился тремя цветами, которые используются в автопроме — бесцветное, зеленое и темно-зеленое.

## История

Прежний логотип

В 1926 году на местности под названием «Моховые горы» на левом берегу волги начались геологоразведочные работы по определению запасов песка. Весной 1929 года началась подготовка к строительству.
5 июня 1930 года состоялась церемония закладки завода. Строительство завода сопровождалось перебоями в снабжении строительными материалами, несвоевременной выплатой зарплаты, утечкой рабочей силы и т.д. В связи с чем пуск завода был отложен на срок более двух лет.
1 февраля 1934 года начато производство стекла. Завод стал крупнейшем в стране по проектной мощности производительностью в 10,8 млн кв. м крупноразмерного стекла в год.
В 1935 году запущен в эксплуатацию цех оптического стекла. Через год начат выпуск фацетированного стекла и зеркал. К 1940 году завод освоил производство стекла Триплекс
В годы великой отечественной войны завод поставлял для фронта бронированные стёкла для самолётов, триплекс для танков, оптические стёкла для маяков и кораблей. За освоение выпуска пуленепробиваемого стекла для боевой техники завод был награжден Красным знаменем Государственного Комитета Обороны СССР.
В 1960 году запущены цеха по производству термостойкого стекла и эмалированной плитки. В конце 60-х коллектив завод был награждён ленинской юбилейной Почетной грамотой ЦК КПСС, Президиума Верховного
Совета СССР, Совета Министров СССР и ВЦСПС за достижение высоких показателей в социалистическом соревновании в честь 100-летия со дня рождения В.И.Ленина.
В 1970-е годы был построен новый производственный комплекс автомобильного и полированного стекла. В 1970 году начато производство флоат-стекла вырабатываемого  методом формирования ленты стекла на расплаве металла.
Указом Президиума Верховного Совета СССР в 1971 году за особо выдающиеся заслуги в трудовой деятельности завод был награжден орденом Ленина.
В 1973 году введён в эксплуатацию цех сортовой посуды, в 1976 году запущен цех по производству стеклопакетов. В 1982 году начат выпуск хрустальных изделий и кремнепора
После приобретения завода группой Glaverbel в 1997 году в реконструкцию завода было вложено 100 млн долларов, был построен новый цех автостекла.
В 2021 году завод начал производство крупногабаритного и гнутого ветрового стекла для автобусов, грузовиков, сельхозтехники и поездов

## Деятельность
Более 10 % от общего объема производства в 2006 году было экспортировано в Европу и страны СНГ.
До 70 % всех новых автомобилей, выпускаемых в странах СНГ, оснащены стеклами БСЗ.
В начале 2000-х годов Борский стекольный завод модернизировал производственные мощности, начав работать с новым форматом стекла «Jumbo» 6000 х 3210 мм, распространенным во всем мире. Это привело к значительному уменьшению издержек исходного сырья.
Мощность предприятия составляет 34,8 млн м³ стекла в год. В 2006 году загрузка мощностей составила 88 % — суммарный объем производства составил 30,6 млн м³.

## Санкции
12 июня 2024 года, из-за российского вторжения на Украину, завод попал в блокирующий санкционный список США против российской военно-промышленной базы как производитель стекла, выпускающий листовое и автомобильное стекло и поставляющий бронестекло для российского производства бронетехники.

## Собственники и руководство
В 1997 году доля ОАО «Борский стекольный завод» приобретена группой Glaverbel (с 2007 года сменившей название на AGC Flat Glass Europe).
В 2024 году завод был продан президенту холдинга «Адамант» Игорю Лейтису, позже Борский стекольный завод и Клинский стекольный завод объединились под брендом  AIG (Argentum Innovation Group).

### Руководство
- 1933 — 1938, 1942 — 1947 — Чугунов Иван Ипатьевич
- 1939 — ? — Ухов А.М.
- ? — Семёнов В.Н.
- ? — 1942 — Артемьев В.А.
- 1947 — 1953 — Патенко Антон Прокофьевич
- 1953 — 1960 — Жеребин Сергей Иванович
- 1960 — 1965 — Кабанов Николай Павлович
- 1965 — 1973 — Щукин Виталий Сергеевич
- 1973 — 1980 — Князев Юрий Александрович
- 1980 — 1988 Никаноров Эдуард Федорович
- 1988 — 1992 — Жималов Александр Борисович
- 1992 — 24 июля 1996 — Максимов Владимир Васильевич
- 1996 — 2009 — Тарбеев Валерий Викторович
- 2009 — н.в — Князев Сергей Юрьевич